# Герасим Авшарян
Герасим Авшарян (на арменски: Գերասիմ Ավշարյան; на руски: Герасим Авшарян) е руско-арменски писател и психолог, автор на обучаващи методи и книги и т.н. Освен под собственото си име пише и под псевдонима Георг Енрих.
Завършва Арменския държавен икономически университет в Ереван. След университета се занимава с приложна психология, по-конкретно в области, свързани с душевното равновесие, развитието на паметта, скоростта на четене, изучаването на чужди езици.
Хоби: рисуване (графика), афоризми, поезия, фотография.